# Adriana Lecouvreur (opera)
Adriana Lecouvreur je opera v štirih dejanjih Francesca Cileae. Libreto je po istoimenski igri Eugeneja Scribeja in Ernesta Legouveja spisal Arturo Colautti. Krstna predstava je bila v Teatro Lirico v Milanu 6. novembra 1902 z Enricom Carusom in Angelico Pandolfini v glavnih vlogah.
Opera je kmalu postala znana, saj je dosegla prve večje svetovne uspehe že pred prvo svetovno vojno. Samo v letu 1913 je bila izvajana na sedemindvajsetih opernih odrih, med temi v Lizboni, Buenos Airesu, Varšavi, Odesi, Barceloni ...
Opera je bila na odru ljubljanske Opere uprizorjena leta 1940 v prevodu Smiljana Samca.
- Zanimivost:

Tudi skladatelji Tomaso Benvenuti (l. 1857), Edoardo Vera (l. 1858) in Ettore Perosio (l. 1889) so komponirali istoimenske opere, a se do danes dela niso obdržala na repertoarjih.

## Osebe
- Adriana Lecouvreur, igralka - sopran
- Mavricij, saški grof in junaški potomec poljskih kraljev - tenor
- Princ Bouillonski - bas
- Princesa Bouillonska - mezzosopran
- Abbe de Chazeuil - tenor
- Michonnet, režiser - bariton
- Quinault, igralec - bas
- Poisson, igralec - tenor
- Jouvenot, igralka - sopran
- Dangeville, igralka - mezzosopran
- Ceremonijar - tenor
- Sobarica
- Dame, gospodje, gledališki uslužbenci, dvorjani, statisti.

### Baletne vloge v III. dejanju
- Paris, pastir
- Jupitrov sel
- Pallas, boginja moči in modrosti
- Juno, boginja sreče
- Venera, boginja lepote

## Vsebina
Dejanje se vrši okoli leta 1730 v Parizu, v času najvišjega vzpona rokokoja, ko je vladal Ludvik XV.

### Prvo dejanje
V foyerju gledališča Comedie francaise.
Igralci in igralke se z režiserjem Michonnetom pripravljajo na začetek predstave. Princ Buillonski in abbe de Chazeuil prideta
za oder pozdravit svoje ljubljenke. Adriana ponavlja svojo vlogo. Predstava se začne, igralci odhitijo na oder. Stari, dobrodušni Michonnet bi rad porabil ta trenutek, ko ostaneta sama z Adriano, da bi ji razkril svojo, dolgo prikrito ljubezen. Preden pa utegne to storiti, izve iz njenih ust, da njeno srce hrepeni za drugim, in sicer za mladim praporščakom Mavricijem, ki je baje v službi grofa saškega. V ubogem Michonnetu umre vsakršno upanje in beseda mu obtiči v grlu. Nesrečen odhiti na drugo stran odra. V tem pa že pride grof Mavricij in vzame Adriano — ki se ji zavoljo svojih razvpitih ljubezenskih dogodivščin izdaja zgolj za praporščaka — v svoj objem. Adriana mu podari v dar šopek vijolic, nato odhiti na oder, Mavricij pa v svojo ložo. Medtem pa prestrežeta princ in abbe pismo, ki ga je zaradi sestanka pisala Mavriciju Duclos, prinčeva metresa, ki pa je na drugi strani tudi tajna posrednica v prepovedani ljubezni med prinčevo ženo in saškim grofom. Princ, ki ne sluti o ženinem zakonolomstvu, spozna Duclosjino pisavo in — ker je tudi sestanek v pismu določen v njenem dvorcu, ki ga ji je on podaril — zasumi, da mu je postala ljubica nezvesta. Zato brž sklene ujeti grofa neposredno v past, zato mu veli pismo oddati. Ko prejme ta tako princesino sporočilo, odide kljub svoji novi ljubezni do Adriane na mesto sestanka, misleč, da bo iz posredovanja princesinega izvlekel kakšno politično korist, saj se želi povzpeti na poljski prestol. Adriana doživi medtem v svojem nastopu pravo zmagoslavje, zviti princ pa izrabi to priliko, da povabi vse navzoče igralce in plemiče na majhno slovesnost tega njenega novega uspeha v svoj dvorec ob Seini: gostje naj bodo priče najnovejšega pariškega škandalčka — tam bodo našli saškega grofa v objemu njegove nove izvoljenke.

### Drugo dejanje
V prinčevem dvorcu.
Nestrpna princesa pričakuje ljubimca, ki se ji zadnji čas nekam odtujuje. Mavricij pride, a princesa brž zasluti po hladu njegovega objema, da ji ga je prevzela druga ženska. Da bi jo pomiril, ji grof podari Adrianin šopek vijolic. V tem se zaslišijo prinčevi koraki in Mavricij komaj še utegne spraviti princeso v skrivališče. Iz pogovora s princem in abbejem nato izve, da prvi niti ne sluti zakonolomstva svoje žene, temveč sumi zgolj Duclos. V tem prispe Adriana, ki jo princ in abbe predstavita saškemu grofu: Adriana spozna v njem svojega Mavricija. Iz abbejevega namigovanja izve, da sumijo grofa ljubezenskega razmerja z Duclos, ki naj bi bila celo skrita v sosednjem prostoru. Ko ji Mavricij da besedo, da ne gre za Duclos, temveč za neko drugo damo, ki naj bi mu pomagala v njegovi borbi za prestol, sklene Adriana neznanki pomagati. Michonneta postavi k vratom za stražo, sama pa potrka na skrivališče, češ da prihaja v Mavricijevem imenu. Princesa stopi previdno v dvorano, Adriana ji izroči ključ od vrtnih vrat, sama pa poišče tajni izhod iz dvorca: pot je odprta! Čeprav izgovorita pri tem samo nekaj besed, začutita medsebojno tekmovalnost. Princesa se zave Adrianine ljubezni, Adriana pa njene ljubosumnosti: obe ljubita istega moža. Adriana se skesa svoje dobre namere in hoče priklicati ljudi, da bi prestregli njeno neznano tekmico. Princesa komaj še uide, izgubi pa na begu briljantno zapestnico.

### Tretje dejanje
V Buillonski palači, kjer prireja princ zabavo.
Povabljenci se zbirajo, med njimi pride tudi Adriana. Ko sliši princesa njen glas, spozna, da je najbrž Adriana njena neznana nasprotnica, ter jo sklene brž preizkusiti. Ob besedi o grofu saškem si izmisli, da je bil zjutraj v dvoboju ranjen. Adriana prebledi in omahne. Ko stopi takoj nato Mavricij v dvorano zdrav, se vidno vzradosti. Princesin sum išče nadaljnjega potrdila. Med baletno točko Paridove sodbe pokaže Adriani šopek njenih vijolic, Adriana pa njeno izgubljeno zapestnico: tekmici se spoznata. Princesa izzove Adriano, naj nastopi pred gosti z recitacijo. Adriana si izbere Fedro in zrecitira princesi v obraz odstavek o zakonolomnicah in prešustnicah. Razžaljena princesa priseže krvavo maščevanje.

### Četrto dejanje
V sobi Adrianine hiše.
Michonnet obišče bolno Adriano na njenem domu, da bi ji prinesel tolažbe. Ker slavi igralka rojstni dan, pridejo nato še njeni prijatelji z darili in izrazijo željo, naj pozabi bolečino ter se vrne k odru. Med veselim kramljanjem prinese sobarica novo darilo, in sicer zaprto škatlo. A ko jo Adriana odpre, doživi nov udarec: v zavoju so vijolice, ki jih je dala Mavriciju in ki jih sedaj princesa vrača. Strta v svoji prevarani ljubezni in ranjenem ponosu se Adriana preda svoji srčni bolečini. V tem plane v sobo Mavricij, ki ga je dobri Michonnet obvestil o vseh princesinih spletkah, a je prepozen. Cvetice, ki jih je poslala princesa, so bile zastrupljene in Adriana umre pred Michonnetovimi očmi v Mavricijevem naročju.